# ノリザン・バカル
ノリザン・バカル（マレー語: Norizan Bakar、1961年1月27日 - ）は、マレーシアの元サッカー選手、現サッカー指導者。選手時代のポジションはMF。元マレーシア代表監督。

## 選手歴
1978年から1989年にかけて地元のプルリスFAに所属し、セミプロリーグを戦った。引退した年の1989年には2部のタイトルを獲得した。

## 監督歴

### プルリスFA、ペナンFA
2003年に古巣のプルリスFAで指導者となった。同年のピアラFAマレーシアでは準優勝、翌2004年のマレーシアカップでは優勝の結果を残した。
2005年にペナンFAに移籍。

### 代表
ベルタラン・ビチケイ監督がマレーシア代表の監督の任期を終えると、後継者としてマレーシアサッカー協会から2005年9月に接触があった。A代表監督のみならずU-23代表の監督も2006年まで兼任した。
就任直後の2005年東南アジア競技大会では銅メダルを獲得した他、2007 東南アジアサッカー選手権でも準決勝進出の結果を残した。しかしながら、共催のホスト国として行ったAFCアジアカップ2007では最悪の結果を残した。中国代表相手に5-1で惨敗すると、ウズベキスタン代表にも5-0で下され、イラン代表相手に2-0で敗北した以外は惨憺たる結果であった。ウズベキスタン代表戦の後に解任が決定したものの、グループステージ最終戦のイラン戦まで指揮を執った。この結果が与えた影響は大きく、ファンやメディアはマレーシアサッカー協会の副会長であるテング・アブドゥッラーの辞任まで求めた。

### ケランタンFA以降
2008年にケランタンFAの監督に就任。家庭の事情によりシーズン終了を以て辞任した。
2010年10月にペラFAの監督に就任。ペラでの初シーズンはマレーシア・スーパーリーグで6位と、前年11位の結果に比して非常に良好な成績を収めた。翌年は4位にまで上げたものの、戦術や選手起用に関してサポーターから批判も浴びた。特に批判の対象となったのは外国人フォワードのラザル・ポポヴィッチの起用についてであり、彼は14試合に出場したものの僅かに1得点であった。命運を左右したのは7月7日のケランタンFA戦で、この試合に6-0の大敗を喫し、この直後に辞任となった。後任はアシスタントコーチをしていたチョン・イー・ファトで、その後張政が監督に就任した。

## 個人
彼はCikgu Janの愛称でも知られている。Cikguが先生、Janがノリザンという名前の愛称なので、和訳すると「ノリザン先生」の意味となる。これは彼がかつて学校の先生であった事に由来している。